# Tiszadobi-ártér Természetvédelmi Terület

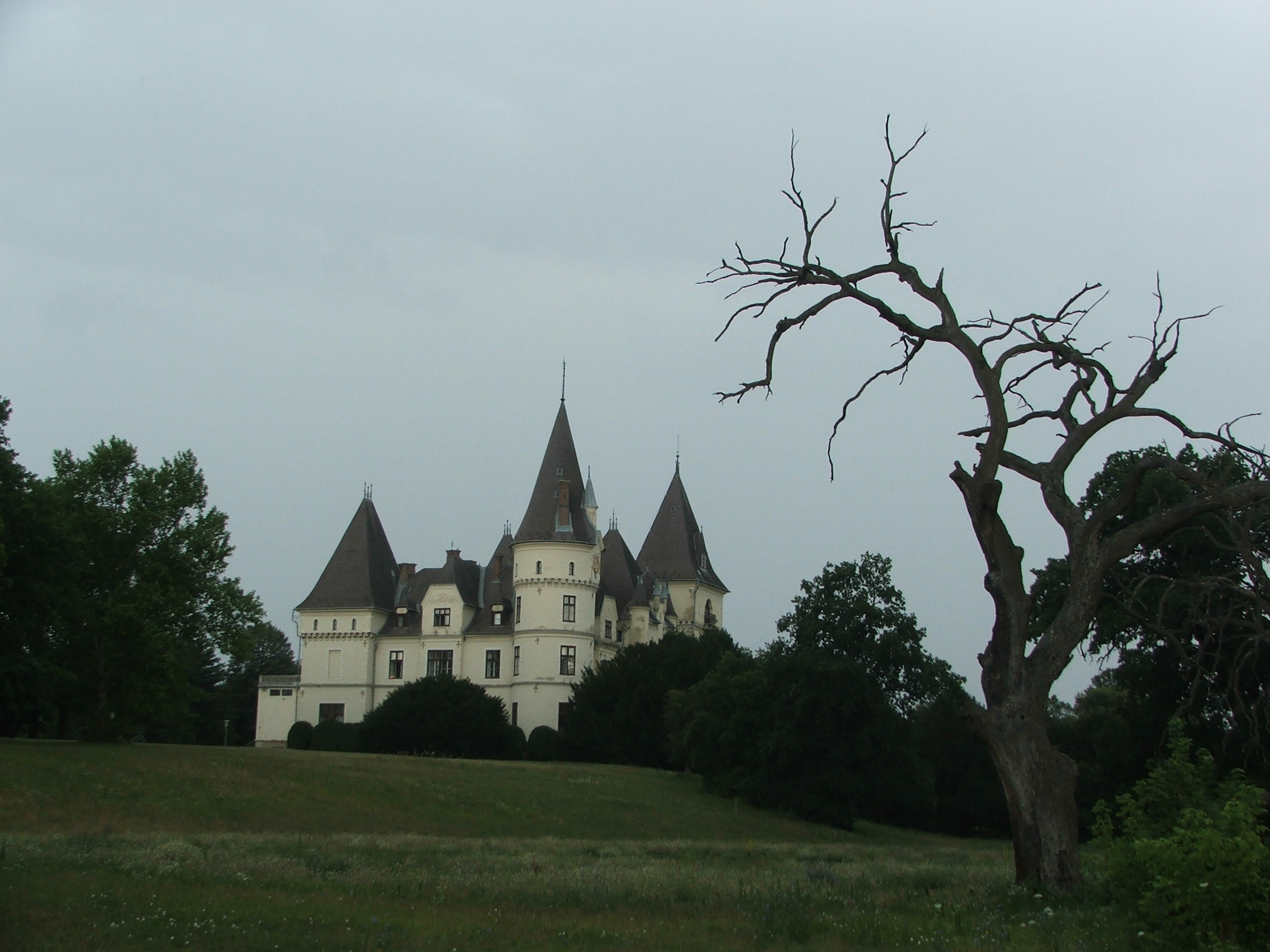
A tiszadobi Andrássy-kastély a Tisza holtága felől

Az ártér a Rétköz szélén, Tiszadobtól északra a Tisza folyamának két oldalán terül el. A sík táj a folyóvízi feltöltés következtében alakult ki, a természetes úton elhagyott medrek és a mederrendezések során levágott kanyarulatok (morotvák) által. A sík tájból csak a terület központjában lévő Halász-szigeti rész, az árvédő gátak emelkednek ki.
Az ártér máig őrzi az Alföld ősi, vízjárta világának vadregényes arcát. Az 1977-ben védetté nyilvánított, 1030 hektáron fekvő terület holtágai, kemény- és puhafa ligeterdői nyújtanak menedéket az egykori gazdag élővilág túlélőinek.

## A Tisza szabályozása
Az 1800-as évek nagy Tisza-szabályozási munkálatai itt Tiszadob közelében kezdődtek az urkomi erdőnél 1846 augusztus végének egyik reggelén. Az első kapavágást maga Széchenyi István tette meg.
A szabályozás terveit Vásárhelyi Pál készítette el, aki azonban a gátépítések megindulása után nem sokkal elhalálozott. 

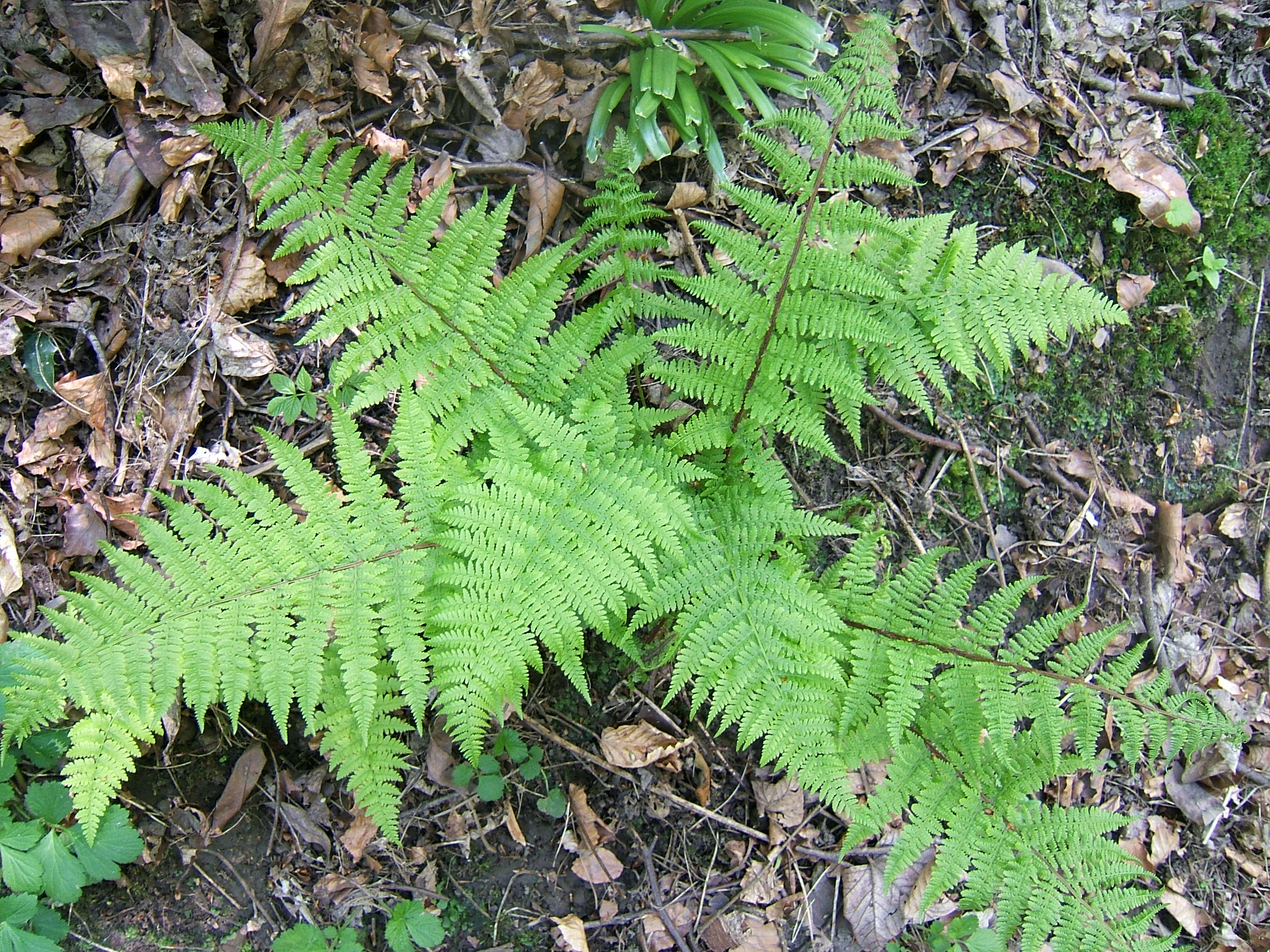
Hölgypáfrány (Athyrium filix-femina)

A munkálatok során 136,2 kilométernyi kanyarulatot szüntettek meg 112 átvágással, melynek következtében a folyó eredeti 1419 km-es hossza 996 km-re csökkent, miáltal Tiszaújlak és Tiszabecs térségében a folyó esése kilométerenként 3,8 cm-ről 6,0 cm-re nőtt. A területen az árvizek kivédésére összesen 3555 km hosszúságú töltést emeltek, melynek következtében az Alföldön mintegy 26.500 km2-nyi terület vált ármentessé.
Később azonban amikor a folyószabályozás általi eredmények mellett annak negatívumai is körvonalazódni kezdtek fontolóra vették a lecsapolt területek egykori vízivilágának megőrzését is.

## Növényvilága

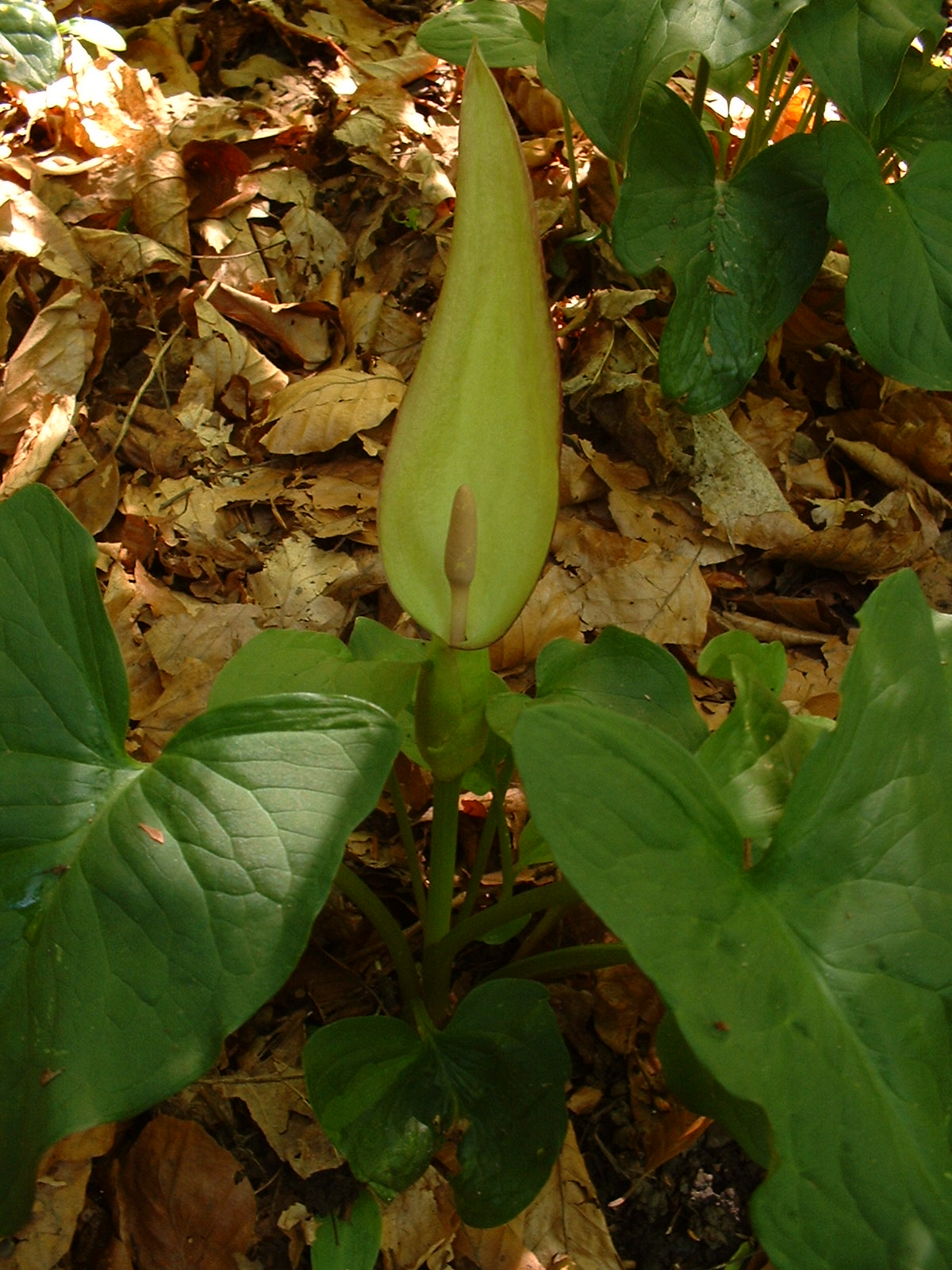
Keleti kontyvirág (Arum orientale)

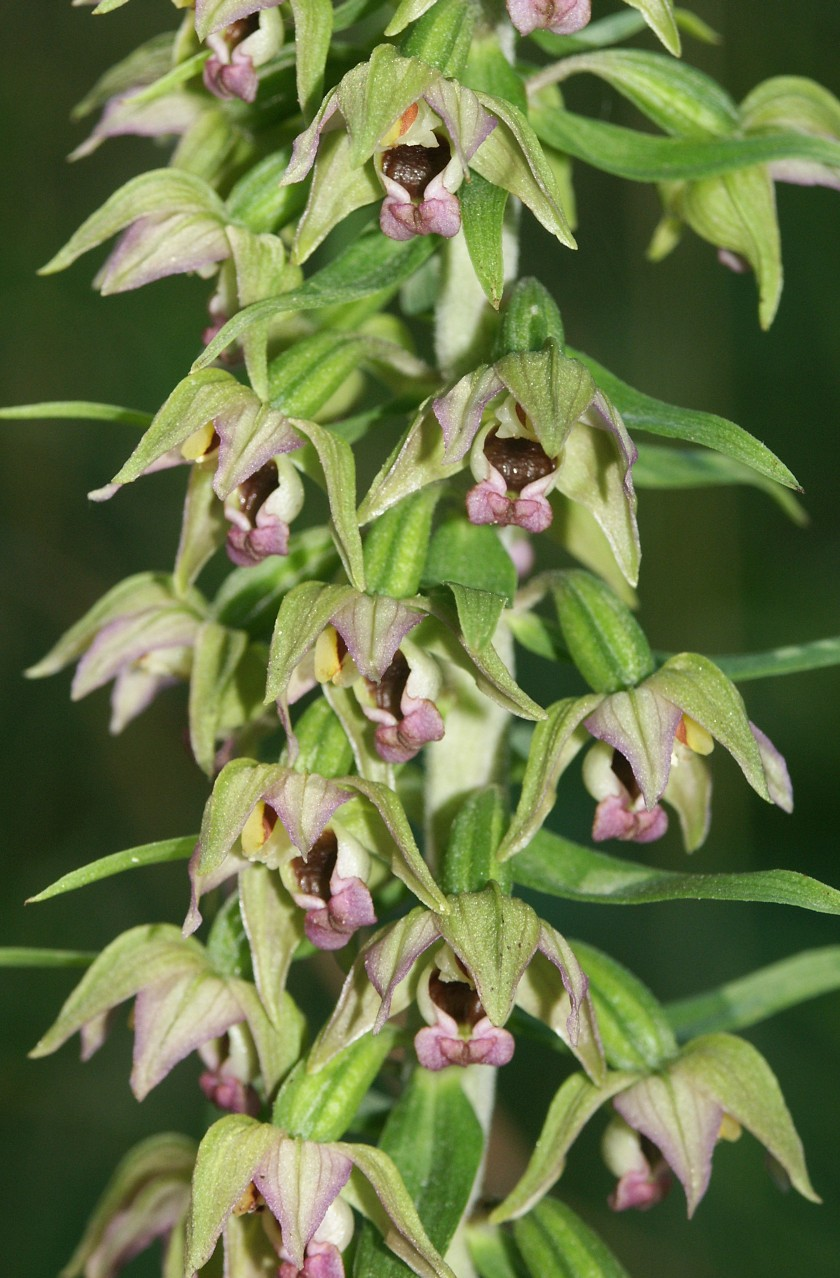
Széleslevelű nőszőfű

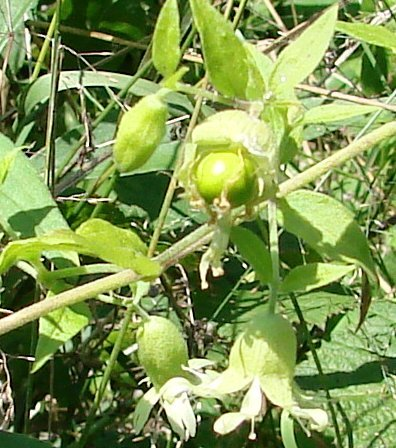
Szegfűbogyó (Cucubalus bacifer)

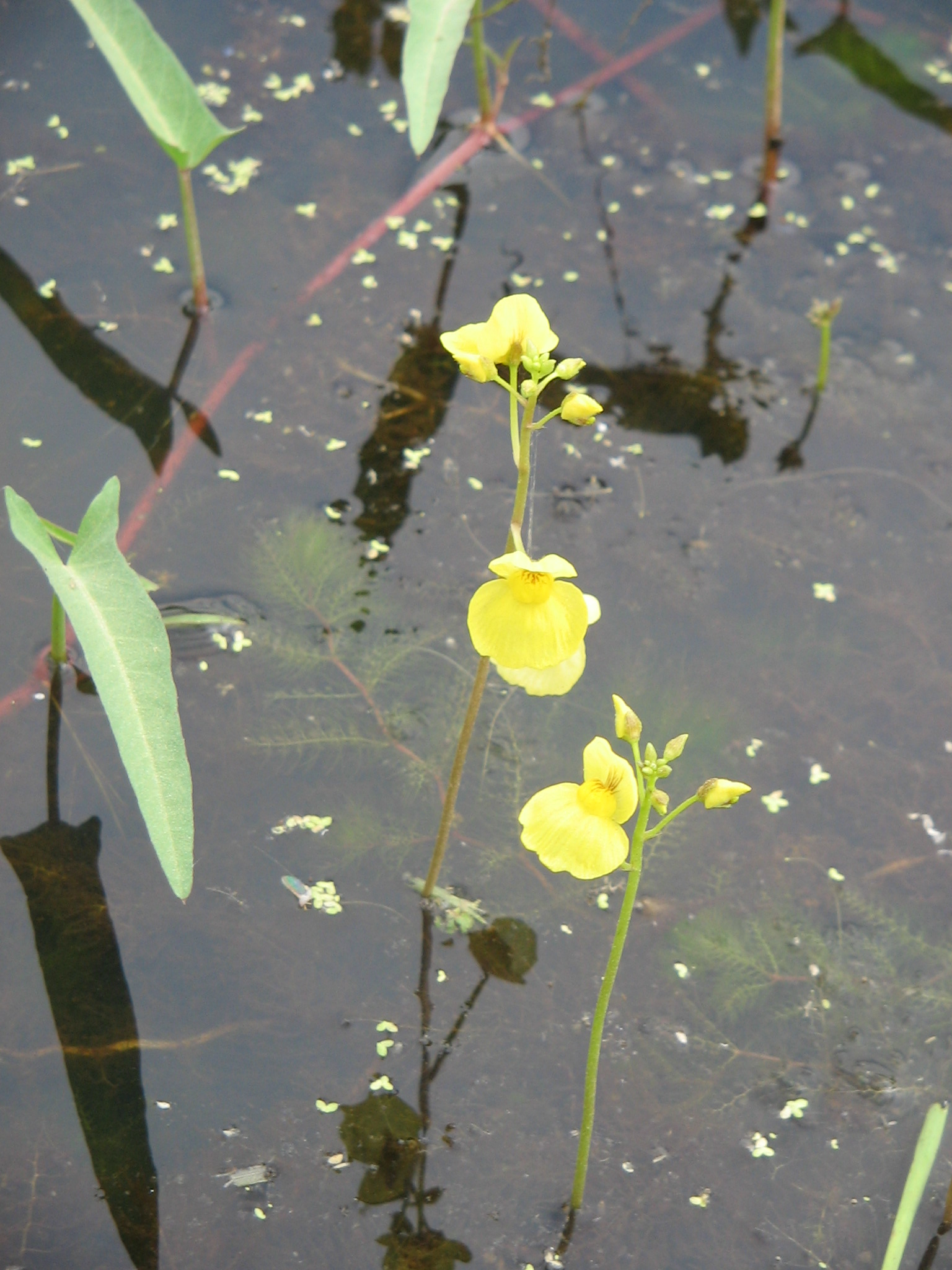
A ragadozó rence sárga virága (Ulticularia aurea)

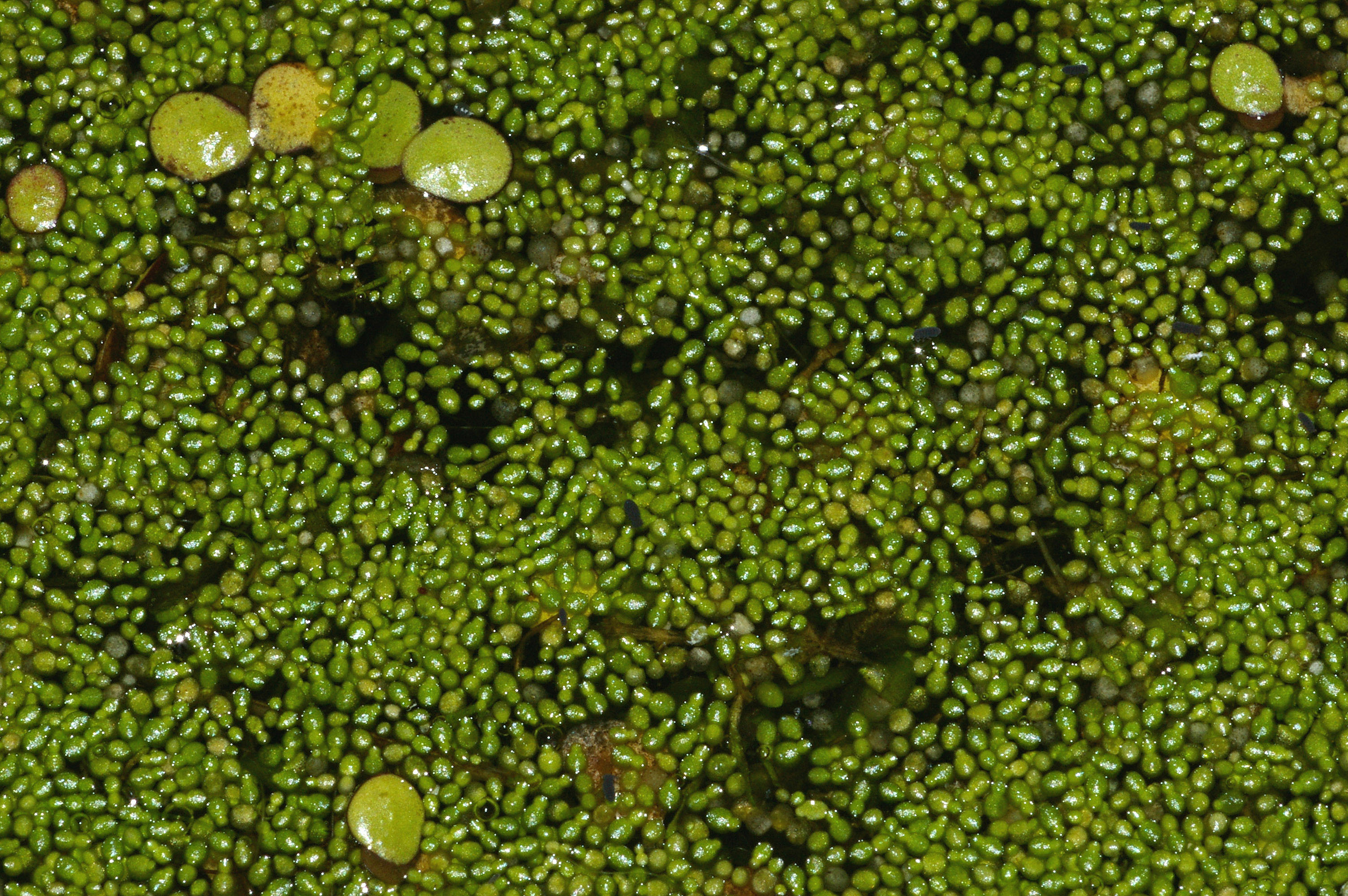
Vízidara (Wolffia arhiza)

Az ármentesített területek védelem alá helyezésével – az ősi vízivilág életébe történő legnagyobb beavatkozások ellenére  is – sikerült megőrizni a természetes növényegyüttest:
A terület egyik legnagyobb értéke a magasártéri keményfaligetek eredeti élőhelyen és tipikus összetételben megmaradt – néhány foltja, mely erdőtársulás legtöbb helyen elkőrisesedett, ami a környezeti adottságok megváltozása mellett a helytelen kezelésnek és az 1930-as évek után pusztító szilfavésznek is tulajdonítható. 
Az erdőt matuzsálemi korú terebélyes kocsányos tölgyek uralják, közöttük sudár magyar kőrisek és szilfák, melyek itt lábon állva pusztulnak el. A fák alatti területet tavasszal gyöngyvirágok ezrei borítják, melyek a sárgás, repedezett öntéstalajból törnek a felszínre, de nyílik itt az illatos ibolya és a háborítatlan területek ledőlt faóriásaitól alkalmilag megnyílt foltokon virágba borul a nyári tőzike és az erdő napsütötte szélein ősszel virágba borulnak a Tisza-parti margitvirág fehér csoportjai is. 
Az ártér területén többfelé megtalálható az erdei pajzsika és a hölgypáfrány, a közönséges kígyónyelv, valamint a keleti kontyvirág. Az orchideafélék közül nyílik itt a zöldesfehér kétlevelű sarkvirág, a széleslevelű nőszőfű is.
Az ártéri erdő naposabb oldalain a magas fákra felfutó liánok: szegfűbogyó (Cucubalus baccifer), vadszőlő, süntök, erdei iszalag, hamvas szeder alkotnak áthatolhatatlan sűrű szövedéket, a hullámtérben pedig fűz- és nyárfaligeteket találunk, a fák közt pedig elszórtan hatalmas fehér- és fekete nyárakkal is találkozhatunk.
A területen fellelhető nedves talajú, nagy páratartalmú, sűrű erdők életét a rendszeres vízborítás határozza meg. Az áradások után a mélyebb fekvésű részeken pangóvizes foltok alakulnak ki, a talaj- és gyepszint növény- és állatfajokban szegényes.
A terület déli határa egy több mint tíz kilométer hosszú Tisza-holtág darab; morotva, melyben egykor tündérrózsák sokasága, találkozhatunk élt, melyek mára – a növényevő halak átgondolatlan betelepítése következtében – javarészt kipusztultak.
Az ártér morotvái a védett terület igen értékes részei, mint az úgynevezett "Szelepi", amely még a Tisza szabályozása előtt, természetes úton fűződött le a folyóról. 
A morotvák biológiai elöregedése a "fertősödések" folytán területükön nyílt víztükröt már alig látni. E vegetációban lelhető fel viszont a legnagyobb termetű – és szirmú "békavirág", a nádi boglárka (Ranunculus lingua). Középső, mélyebb részein a felhalmozódott szerves törmelék úszó lápszigeteket képez. Felszínüket beborítja a növényzet, megkapaszkodik rajtuk még a rekettyefűz is. E természetes tutajokról, úszó szigetekről a szél meg az általa keltett hullámverés időnként kisebb darabokat szakít le. A felszínt összefüggő hínárszőnyeg borítja, amelyet között nyaranta a fehér tündérrózsa virít. Itt él az apró, szintén fehér szirmú békatutaj és a vízi életet élő páfrány, a vízi rucaöröm is. A kimaradt helyeket pedig a kis- és bojtos békalencse apró úszó korongjainak sűrű tömegei töltik ki, köztük a virágos növények legkisebbje, a vízidara is, melyet itt 1966-ban fedeztek fel. Itt él a dúsan terjeszkedő sulyom, és a nagy tápanyagtartalmú vizek éles, fűrészesen szúrós levelű növénye, a kolokán is, melynek tövei ősszel a mederfenékre süllyednek, így vészelve át a téli zord időket.
Az árterek mocsaraiban fellelhető még egy úgynevezett húsevő növény, a közönséges rence (Utricularis vulgaris) is, amely különleges, "ragadozó" életmódot folytat: gyökér nélkül lebeg a vízben, és ahhoz, hogy megéljen, apró állati organizmusokat ejt foglyul és emészt meg; zsákmányállatai között még néhány milliméteres testnagyságú rákocskák is előfordulnak.

## Állatvilága
A sűrű növényzetben tömegesen fordul elő a borostyánkő- és a márványozott csiga. A pocsolyásokban a fialló csigák gyakoriak.
A dús növényzetű, jól átmelegedő kis vizek, a hínárszövevények, morotvák halfaunája igen gazdag. Megtalálható itt a mára már csak itt-ott fellelhető lápi póc, amely az Alföld egykori mocsaras részein egykor közönséges volt, de élőhelyének fokozatos visszaszorulása miatt mára már megritkult. 
Az ártér madárvilágára jellemzőbbek a vízkedvelő fajok. Az öreg nyárfamatuzsálemeken fészkel a ritka fekete gólya, a vén-vastag füzek odvaiban pedig szívesen telepednek meg a tőkés récék, valamint egyéb odúlakó fajok is. A fűzek víz fölé hajló ágaira fonja-köti művészi fészkét a függőcinege. A szárazabb cserjések pedig tavaszonta fülemülék énekétől zengenek. 
A Rákóczi-tölgyesben ősrégi gémtelep található, melyet azonban szigorúan tilos látogatni. Az ártér azonban a gémtelep kivételével szabadon látogatható.
Az áthatolhatatlan, zavartalan sűrű bozontosokat pedig igen kedvelik a vaddisznók is.

## Galéria

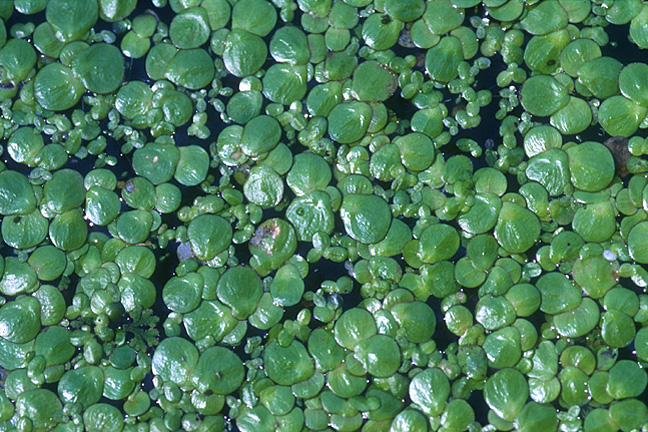
Bolytos békalencse (Spirodela polyrrhiza)
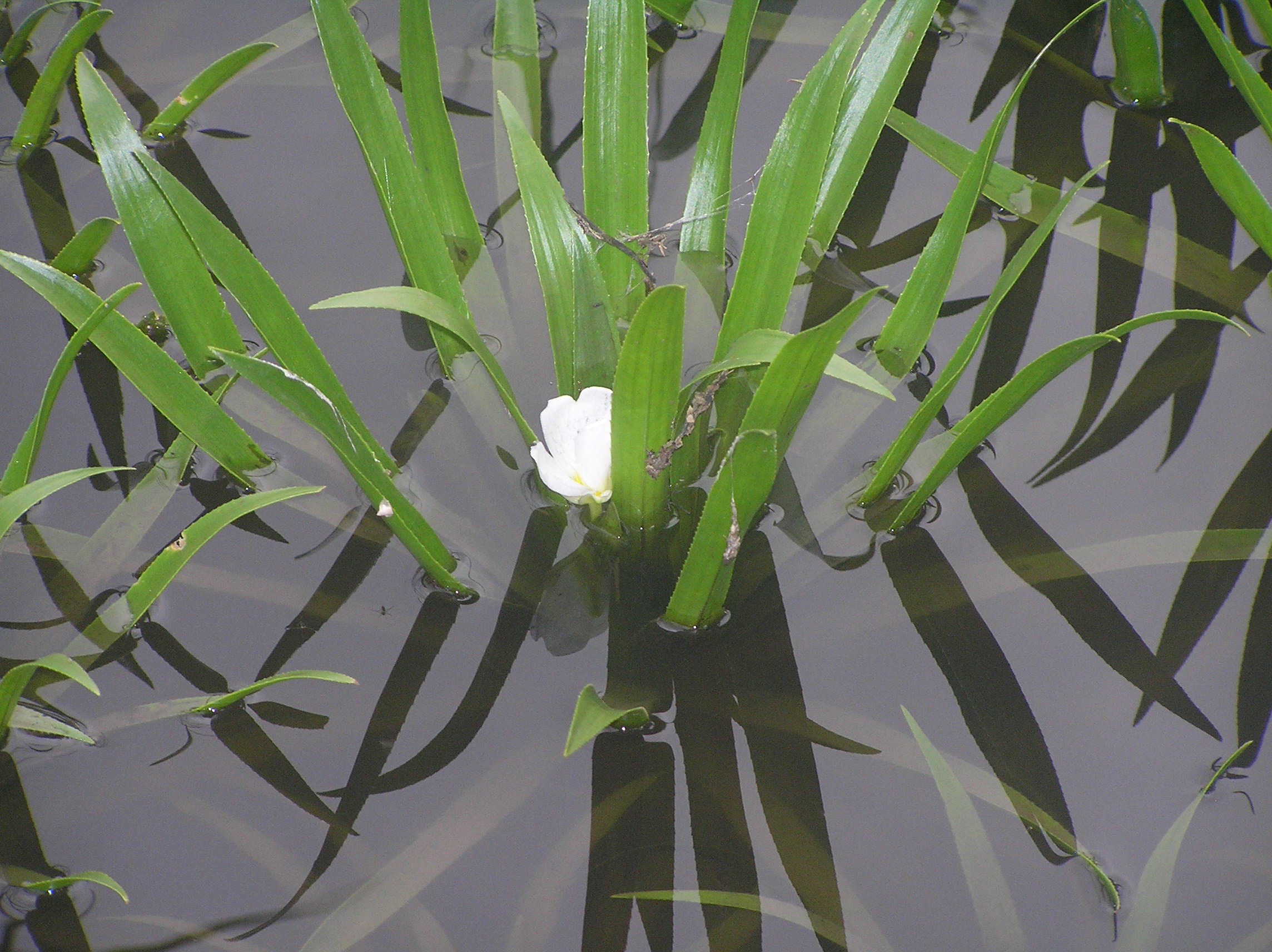
Kolokán (Stratoides aloides)
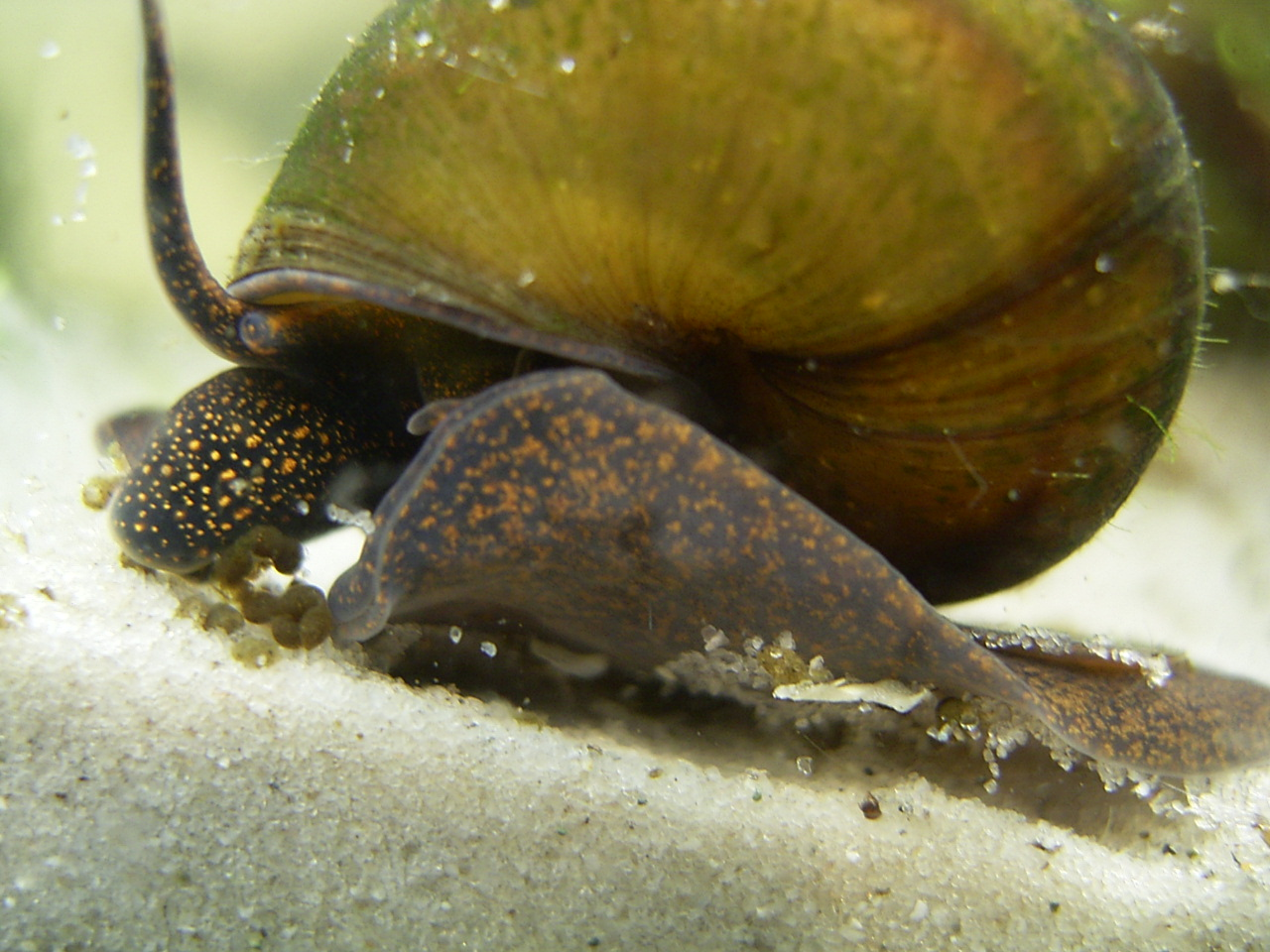
Mocsári fialló csiga (Viviparus viviparus)
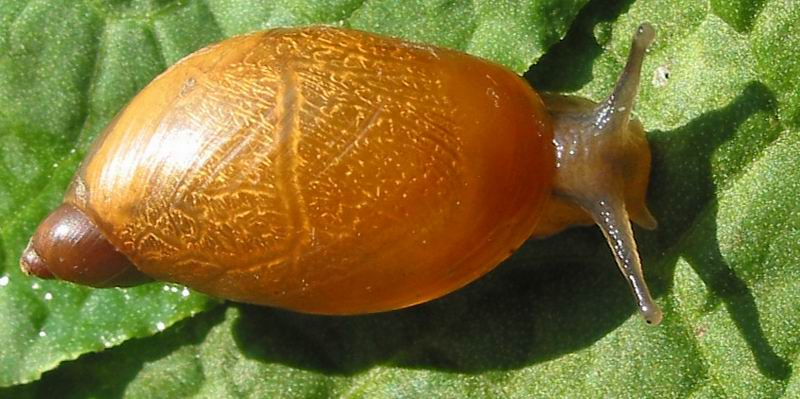
Borostyánkő csiga(Succinea putris)